# Герхард I от Мец
Герхард I (на френски: Gérard Ier de Metz; на немски: Gerhard I von Metz, * ок. 875, † 22 юни 910) от род Матфриди, e граф на Мец.

## Биография
Той е син на Адалхард II (* ок. 840, † ок 889), граф на Мец, и съпругата му Адаларда, дъщеря (или племенница) на Матфрид II, граф на Айфел (ок. 820–пр. 18 септември 882).
През 897, Герхард и братята му Матфрид и Стефан, имат конфликт с краля на Лотарингия Цвентиболд. Той узурпира с брат си Матфрид, и на 13 август 900 г. убиват Цвентиболд в битка при Сустерен.
Герхард I е убит на 22 юни 910 г. в битка против баварската войска.

## Фамилия
Герхард I се жени след 13 август 900 г. за Ода Саксонска (875/880 – 952) от династията Лиудолфинги, вдовицата на Цвентиболд, дъщеря на Отон I Сиятелни, херцог на Саксония, и Хадвига Бабенбег, прапраправнучка на Карл Велики. Ода е по-малка сестра на император Хайнрих I Птицелов. Двамата имат четири деца:
- Вигфрид (* 900; † 9 юли 953), архиепископ на Кьолн (924 – 953)
- Ода (Уда) († сл. 18 май 963), омъжва се за граф Гозело († 19 април 942), граф на Ардененгау (Вигерихиди)
- дъщеря
- Готфрид от Юлих (* 905; † 1 юни сл. 949), лотарингски пфалцграф, женен за Ерментруда (* 908/909), дъщеря на Шарл III (Франция)